# 김륜도
김륜도(金侖度, 1991년 7월 9일~)는 대한민국의 축구 선수로 현재 K리그2 천안 시티에서 공격수로 활동 중이다.

## 구단 경력

### 부천 FC 19951기
2014 K리그 드래프트에서 부천 FC 1995에 2라운드로 지명되며 본격적으로 프로에 발을 내딛은 후 2017 시즌 군 입대 전까지 3시즌동안 팀의 주축으로 활약하며 창단 첫 K리그2 플레이오프 진출, 구단 역사상 최초의 FA컵 4강 진출 등에 기여했고 공식전 통산 100경기 출장 기록도 세우기도 했지만 2016 시즌 막판에 뜻하지 않은 부상을 당하면서 강원 FC와의 플레이오프 출전은 무산되었다.

### 아산 무궁화
2017 시즌 중반 무렵 군 복무를 위해 아산 무궁화에 정식 입대한 후 팀의 마지막 기수로 활약하며 2017년 K리그2에서는 플레이오프 진출에 일조했고 2018년 K리그2에서는 아산 무궁화의 2년만의 K리그2 우승을 경험했다.

### 부천 FC 1995 2기
군 복무를 마치고 제대한 뒤 친정팀인 부천에 복귀하여 2019 시즌 공식전 35경기 11개의 공격포인트(6골 5어시스트)라는 개인 커리어 하이를 달성하며 3년만의 포스트시즌 진출에 공헌했으며 부천 소속으로 공식전 통산 141경기 26개의 공격포인트(14골 12어시스트)를 작성한 후 2019 시즌을 끝으로 부천과의 계약이 만료되었다.

### 안산 그리너스
2019 시즌을 마친 후 안산 그리너스와 입단 계약을 체결한 뒤 2022년 K리그2 7라운드 전까지 67경기 17개의 공격포인트(13골 4어시스트)를 기록했고 특히 2020년 K리그2 27라운드에서는 친정팀인 부천을 상대로 멀티골을 터뜨리며 라운드 MVP에 선정되기도 했으며 2021년 K리그2 24라운드에서는 또 다시 부천을 상대로 이번에는 안산 그리너스 구단 역사상 첫 해트트릭을 작성하기도 했다.

### FC 안양
안산 그리너스의 주장으로 선임된지 1개월 뒤 4호선 더비 라이벌팀인 FC 안양으로 이적하여 2022년 K리그2 플레이오프 진출에 일조하긴 했으나 이렇다할 활약을 펼치지 못했고 설상가상으로 팀내 입지까지 좁아지면서 결국 2023 시즌을 끝으로 안양과 결별 수순을 밟았다.

### 천안 시티
안양에서의 좁은 입지를 뒤로 한 채 2024 시즌을 앞두고 천안 시티 유니폼으로 갈아입었다.

## 대회 성적

### 클럽
부천 FC 1995
- K리그2 : 3위 (2016), 4위 (2019)
- 코리아컵 : 4강 (2016)

아산 무궁화
- K리그2 : 우승 (2018), 3위 (2017)

FC 안양
- K리그2 : 3위 (2022)